# 新齒施韋茨麗魚
新齒施韋茨麗魚，為輻鰭魚綱鱸形目隆頭魚亞目慈鯛科的其中一種，分布於非洲剛果民主共和國Fwa河流域，體長可達10.7公分，生活習性不明。